# SN 1950A
SN 1950A – supernowa typu I odkryta 18 lutego 1950 roku w galaktyce IC4051. Jej maksymalna jasność wynosiła 15,00m.